# Crisi del Congo
La crisi del Congo fu una fase di perdurante instabilità politica e di tumulti che interessò il territorio dell'attuale Repubblica Democratica del Congo tra il giugno del 1960 e il novembre del 1965. Iniziato subito dopo la proclamazione dell'indipendenza della nazione dal dominio coloniale belga il 30 giugno 1960, questo periodo fu caratterizzato da un lato da una forte instabilità politica rappresentata dallo scontro tra i sostenitori del presidente del Congo Joseph Kasa-Vubu e quelli del primo ministro Patrice Lumumba, e dall'altro da una estesa serie di disordini e sommosse nella maggior parte del paese, sfociate in aperte rivolte armate e tentativi di secessione da parte di varie province in opposizione al governo centrale.
Gli eventi della crisi del Congo finirono con il coinvolgere più o meno direttamente diverse nazioni estere, inserendosi nell'ambito del più ampio confronto mondiale tra il blocco occidentale capitanato dagli Stati Uniti d'America e quello orientale guidato dall'Unione Sovietica: il primo appoggiò il governo centrale di Léopoldville spalleggiando Kasa-Vubu e, successivamente, il generale Joseph-Désiré Mobutu, il secondo sostenne Lumumba e, dopo il suo assassinio nel gennaio del 1961, il suo successore Antoine Gizenga, che cercò di instaurare un governo parallelo a Stanleyville. L'ex potenza coloniale del Belgio sostenne con aiuti militari e invii di contingenti di mercenari europei i tentativi secessionisti delle provincie del Sud-Kasai e soprattutto del Katanga: questi tentativi trovarono la ferma opposizione delle Nazioni Unite, che sostennero la riconquista delle regioni secessioniste da parte del governo centrale tramite l'invio di una missione militare nel paese (ONUC).
La caduta di Gizenga e della sua Repubblica libera del Congo nel gennaio del 1962 e la riconquista delle regioni separatiste nel febbraio del 1963 non arrestò la crisi: Pierre Mulele e il suo movimento di ispirazione maoista diedero il via a una rivolta popolare poi estesasi a gran parte delle regioni orientali del paese, culminata con la costituzione di un nuovo governo concorrente a Stanleyville sotto Christophe Gbenye e Gaston Soumialot; questo tentativo fu infine soffocato dalle truppe governative entro la fine del 1965. Lo stato di crisi, che provocò un totale stimato tra 100 000 e 200 000 morti in tutto il paese, viene fatto convenzionalmente cessare nel novembre del 1965 con il colpo di Stato e la presa del potere da parte del generale Mobutu, anche se disordini e conflitti continuarono anche dopo; Mobutu instaurò un regime dittatoriale sul Congo - che venne rinominato in Zaire - fino alla sua morte nel 1997.

## La colonizzazione belga ed il contesto politico
Con la conferenza di Berlino del 1884 il territorio corrispondente all'odierna Repubblica Democratica del Congo divenne un possedimento personale del re Leopoldo II come Stato Libero del Congo, per divenire poi formalmente parte dell'Impero coloniale belga il 15 novembre 1908 dopo la rinuncia del sovrano. Le autorità mantennero un forte controllo sulla colonia, cercando di contenere le spinte verso l'indipendenza che iniziarono ad affermarsi nel periodo successivo alla seconda guerra mondiale; fu comunque inevitabile che il movimento della decolonizzazione, che a partire dal 1945 iniziò a interessare i possedimenti in Africa e in Asia delle principali potenze europee, prendesse piede anche nel Congo. Il Belgio sottoscrisse il 26 giugno 1945 lo Statuto delle Nazioni Unite, atto fondativo dell'ONU, che all'articolo 73 riconosceva il diritto all'autodeterminazione per le popolazioni sottoposte a dominio coloniale, ma nonostante le pressioni da parte di Stati Uniti e Unione Sovietica perché rivedesse le sue posizioni il paese si mantenne indifferente a qualsiasi interferenza con la sua politica coloniale. Gli stessi affari della colonia erano inoltre gestiti con scarso interesse da parte del governo di Bruxelles, e solo con la salita al trono del re Baldovino I nel 1951 la questione del Congo ricevette maggiore attenzione.
Nel 1955 il professor Antoine van Bilsen dell'Università Cattolica di Lovanio propose un primo piano per la creazione di uno stato congolese indipendente, da realizzarsi in circa trent'anni onde consentire la formazione di una élite locale capace di sostituire l'amministrazione belga nella guida del paese. Il processo di formazione di una classe dirigente e istruita composta da locali, benché avviato da tempo, aveva del resto dato scarsi frutti: fin dagli anni quaranta le autorità coloniali belghe avevano riconosciuto lo status di évolué (letteralmente "evoluto" in francese) a quegli indigeni locali che avessero ricevuto una educazione di stampo europeo, dimostrato meriti civili e accettato i valori culturali occidentali, condizione che garantiva diritti legali identici a quelli della popolazione bianca; ancora alla metà degli anni cinquanta, tuttavia, solo poche migliaia di congolesi, principalmente residenti nei maggiori centri urbani, avevano ricevuto lo status di évolué, mentre la parificazione legale con i coloni bianchi si era dimostrata più teorica che altro per via della ferma opposizione di questi ultimi.

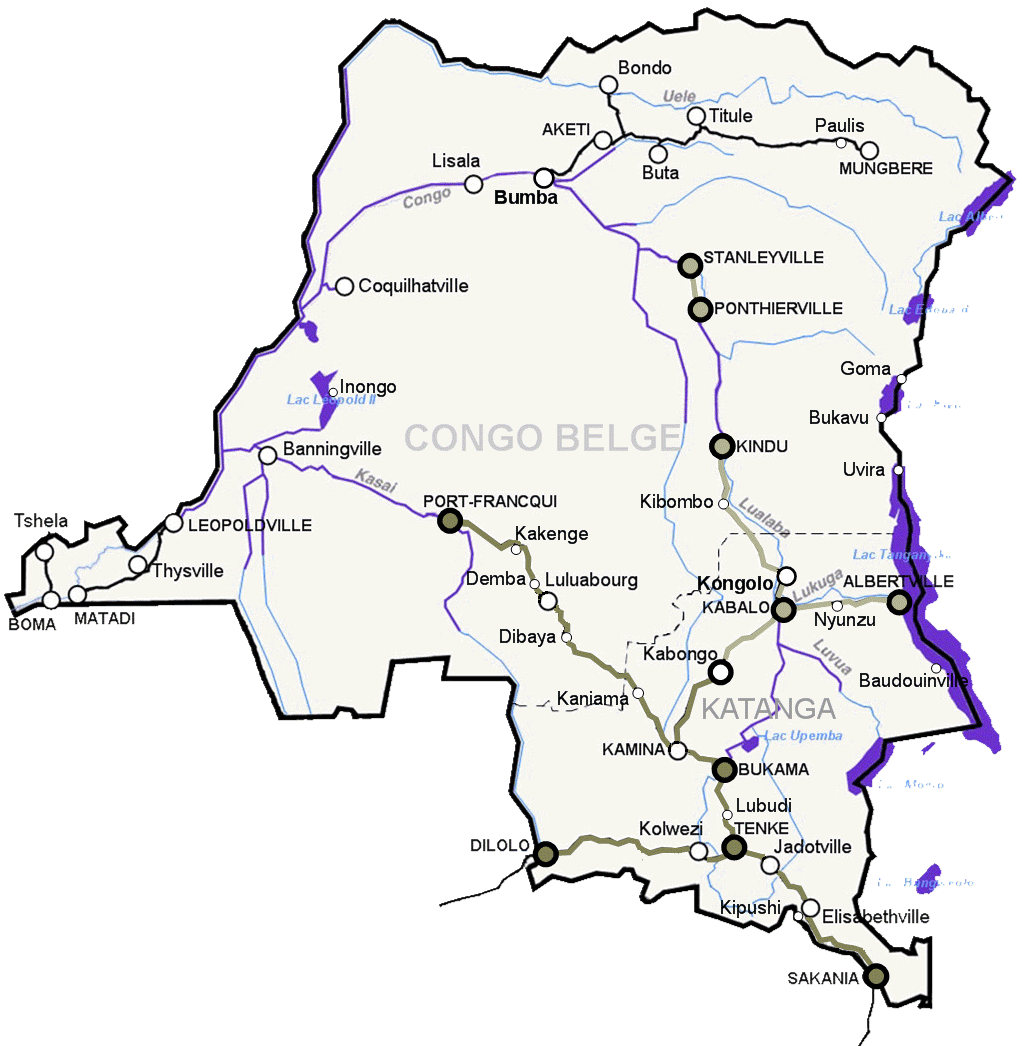
Carta del Congo Belga

A partire dal 1950 tra i circoli di évolué presero a formarsi organizzazioni che gradualmente evolvettero nei primi partiti politici congolesi; sebbene tutti questi partiti concordassero sulla richiesta di indipendenza dal Belgio, erano per il resto divisi su base etnica, linguistica e religiosa: tra i primi ad essere formati vi fu la "Alliance des Bakongos" (ABAKO) di Joseph Kasa-Vubu, rappresentante dell'etnia maggioritaria dei bakongo e dei seguaci del Kimbanguismo e quindi molto forte nelle regioni occidentali del paese. Tra i pochissimi partiti che si proponevano come inter-etnici e diffusi in tutto il paese il principale era il Mouvement National Congolais (MNC), fondato nel 1958 da Patrice Lumumba, Joseph Iléo e Cyrille Adoula; già un anno dopo, tuttavia, il MNC andò incontro a una scissione interna, con l'ala facente capo a Albert Kalonij posta su idee moderate e favorevole a uno Stato federalista mentre l'altra guidata da Lumumba si spostava su posizioni più di sinistra e miranti a uno Stato congolese unitario e centralista.
Nel 1957, anche come forma di esperimento, le autorità coloniali concessero per la prima volta libere elezioni municipali in tre importanti centri urbani del paese (Léopoldville, Elisabethville e Jadotville); in conseguenza di ciò e degli altri eventi che accadevano nelle regioni vicine (l'indipendenza del Ghana il 6 marzo 1957 e la visita di Charles de Gaulle a Brazzaville nel 1958 durante la quale promise l'autonomia alle colonie dell'Africa francese), la domanda di indipendenza dal Belgio si fece più intensa e radicale. Tra il 4 e il 7 gennaio 1959 il divieto posto dalle autorità coloniali a una manifestazione della ABAKO a Léopoldville sfociò in violenti scontri che causarono 34 morti tra i manifestanti congolesi; Kasa-Vubu fu arrestato il 12 gennaio, ma venne poi rilasciato il 13 marzo seguente. Il re Baldovino e il governo belga si fecero promotori di un piano graduale per il trasferimento dei poteri ai congolesi e il conseguimento di una piena indipendenza entro la metà degli anni sessanta, ma incontrarono il boicottaggio da parte delle autorità coloniali e l'opposizione della numerosa comunità di residenti belgi, che ancora nel 1959 ammontava a quasi 89 000 persone. La crescita esponenziale delle organizzazioni politiche congolesi (con più di cinquanta partiti registrati entro il 1959) portò a un ulteriore incremento e radicalizzazione delle richieste dei nazionalisti: il 31 ottobre 1959, in seguito all'arresto di Lumumba al termine di una manifestazione dello MNC a Stanleyville, violenti scontri con le truppe belghe causarono 24 morti tra i manifestanti congolesi.
La paura di andare incontro a una sanguinosa guerra coloniale come era accaduto alla Francia in Algeria e ai Paesi Bassi durante la guerra d'indipendenza indonesiana spinse il governo belga ad agire rapidamente: a partire dal 20 gennaio 1960 i principali leader politici congolesi (tra cui Lumumba, da poco scarcerato) furono convocati a Bruxelles per una conferenza sul destino del Congo; la richiesta belga di un periodo di transizione di quattro anni fu respinta, e al termine della conferenza il 20 febbraio si giunse a un accordo circa l'indizione di elezioni politiche in Congo per il 22 maggio 1960 e la proclamazione formale dell'indipendenza della nazione per il 30 giugno seguente.

## La crisi

### Le prime elezioni dopo l'indipendenza

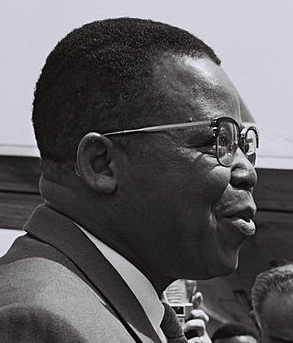
Joseph Kasa-Vubu, primo presidente del Congo indipendente

Il 22 maggio 1960 si svolsero le prime libere elezioni generali del Congo per nominare i 137 membri dell'assemblea nazionale congolese, mentre il Senato di 87 membri sarebbe stato formato con i rappresentanti delle singole province; in un clima di notevole frammentazione politica dettato dalle divisioni etniche, solo due partiti si presentarono in più di un distretto elettorale: il Mouvement National Congolais (MNC) di Patrice Lumumba e il Parti Solidaire Africain (PSA) di Antoine Gizenga, movimento di stampo socialista creato nel febbraio del 1959. L'MNC ottenne una maggioranza relativa con poco più del 24% dei suffragi e, in coalizione con il PSA e altri partiti minori, portò Patrice Lumumba alla carica di Primo ministro con Gizenga come suo vice; il parlamento a camere riunite elesse invece il 24 giugno seguente Kasa-Vubu come Presidente della Repubblica del Congo.
Il 30 giugno 1960 il re Baldovino si recò a Léopoldville per presiedere alla formale cerimonia di proclamazione dell'indipendenza, in una visita segnata dalle reciproche mancanze di rispetto: poco dopo l'arrivo del sovrano la sua spada da cerimonia fu trafugata e portata via in trionfo da un militante congolese, mentre nel suo discorso al parlamento Baldovino si lanciò in un elogio del colonialismo belga e del suo bisnonno Leopoldo II, particolarmente malvisto dai congolesi per il duro regime coloniale da lui istituito nel paese, fatto che provocò una secca risposta di Lumumba.

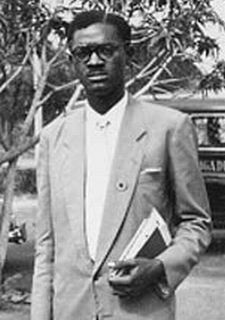
Patrice Lumumba, primo ministro congolese dal giugno al settembre del 1960

La transizione si rivelò subito difficile, in particolare per quanto riguardava le forze armate: nella Force Publique, l'esercito dell'ex Congo belga incaricato anche dei compiti di gendarmeria, tutti i ranghi degli ufficiali e gran parte di quelli dei sottufficiali erano ricoperti da militari belgi, mentre i congolesi non potevano andare oltre il grado di sergente; nessuno sforzo era stato fatto dai belgi per formare una classe di ufficiali locali se non nella immediata imminenza dell'indipendenza, con appena una ventina di cadetti ancora in fase di addestramento. Il 5 luglio 1960, durante una riunione con i sottufficiali congolesi convocata presso la principale guarnigione della Force Publique a Thysville, il comandante della forza (il belga Émile Janssens) fece intendere che nulla sarebbe cambiato nella gestione dei ranghi, provocando un immediato ammutinamento dei congolesi. Kasa-Vubu, Lumumba e diversi ministri giunsero dalla vicina Léopoldville l'8 luglio per riportare la calma, ma Lumumba in particolare era malvisto dai soldati per la sua recente decisione di bloccare le paghe dei militari, e solo dopo lunghi negoziati gli ammutinati accettarono di cessare la sommossa; venne immediatamente proclamata la trasformazione della Force Publique, in "Armée Nationale Congolaise" (ANC): gli ufficiali belgi furono licenziati o ridotti al rango di consiglieri, mentre i due ex sergenti Victor Lundula e Joseph-Désiré Mobutu furono automaticamente promossi al grado di colonnello e nominati rispettivamente comandante in capo e capo di stato maggiore dell'esercito.

### L'intervento dell'ONU e le secessioni del Katanga e del Kasai
La partenza degli ufficiali belgi lasciò gran parte dei 30 000 uomini della ex Force Publique senza alcun controllo. Nella notte tra il 9 e il 10 luglio 1960, una forza di militari congolesi acquartierata a Camp Massart nella provincia meridionale del Katanga si ammutinò e prese a saccheggiare la vicina Elisabethville, uccidendo tra cinque e sette cittadini europei; nel tentativo di proteggere un gruppo di connazionali, perdeva la vita anche il console italiano a Elisabethville Tito Spoglia.
Prendendo a pretesto questi episodi che stavano avvenendo in tutto il paese, il Belgio dislocò un gruppo navale al largo delle coste congolesi e prese a inviare unità di paracadutisti nei principali centri urbani: Elisabethville e Luluabourg (10 luglio), Matadi (11 luglio) e Léopoldville (13 luglio). Benché ufficialmente motivato con l'esigenza di proteggere l'evacuazione dei residenti europei, l'intervento militare belga venne vissuto dal governo di Lumumba come un tentativo di restaurare l'antico dominio coloniale e soffocare l'appena acquisita indipendenza; Lumumba si rivolse quindi alle Nazioni Unite: il 14 luglio 1960 il Consiglio di Sicurezza adottò la risoluzione numero 143, con la quale si chiedeva l'immediato ritiro delle truppe di Bruxelles e si autorizzava il Segretario generale Dag Hammarskjöld a fornire assistenza militare al Congo. Già il 15 luglio le prime unità dell'Opération des Nations Unies au Congo ("Operazione delle Nazioni Unite in Congo"), trasportate da aerei statunitensi, iniziarono ad affluire nel paese, mentre il ritiro dei contingenti belgi venne completato il 23 luglio seguente.

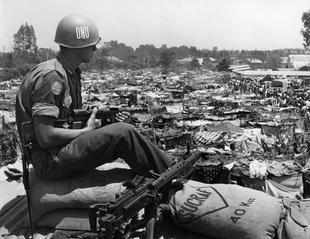
Un soldato svedese della ONUC in Congo nei primi anni '60

Il disarmo ad opera dei belgi dei contingenti ammutinati del neonato esercito nazionale congolese (dei 2 800 militari presenti a Camp Massart solo 300 furono lasciati in armi) lasciò un vuoto di potere in diverse regioni del paese, vuoto che fu colmato dalle autorità politiche locali. Nella provincia del Katanga, la più ricca del paese grazie alle sue abbondanti risorse minerarie dove operava la Union Minière du Haut Katanga, le elezioni avevano visto affermarsi la "Confédération des associations tribales du Katanga" (CONAKAT) di Moise Ciombe, contrastata solo dal partito rappresentativo delle genti baluba ("Association Générale des Baluba de Katanga" o BALUBAKAT) residenti nella parte settentrionale della regione, con cui già si erano avute scaramucce e disordini; davanti alla disgregazione delle autorità centrali, l'11 luglio 1960 Ciombe proclamò la secessione del Katanga dal Congo e la sua costituzione in una entità statale autonoma, lo Stato del Katanga. Benché non vi siano prove concrete che la secessione sia stata promossa da potenze estere, il Belgio si trovò in prima fila nello spalleggiare il regime di Ciombe, in particolare tramite la fornitura di ufficiali dell'esercito regolare per addestrare e guidare la costituenda forza armata della nazione, la Gendarmerie du Katanga; aiuti europei arrivarono anche per altre vie: la Union Minière du Haut Katanga, finanziò il regime di Ciombe tramite generose donazioni, mentre di sua iniziativa il governo katanghese prese ad assumere, di fatto come mercenari, militari stranieri (principalmente belgi, francesi e altri di lingua inglese) per rafforzare le sue forze armate, spesso tramite l'appoggio dei governi bianchi di Sudafrica e poi Rhodesia.
Un processo analogo si ebbe nella provincia del Kasai, ricca di giacimenti di diamanti e lacerata dagli scontri etnici tra le genti baluba e quelle lulua: alle elezioni la provincia aveva visto l'affermazione dell'ala scissionista dello MNC facente capo a Kalonij, ormai in rotta di collisione con Lumumba, che l'8 agosto 1960 proclamò l'indipendenza della regione come "Stato minerario del Sud Kasai" o semplicemente Sud-Kasai; Kalonij, un baluba, assunse la carica di presidente, ma il 12 aprile 1961 fu insignito del titolo tradizionale di Mulopwe ("imperatore"), governando di fatto come un monarca.
Forte della risoluzione del Consiglio di sicurezza delle Nazioni Unite n. 145 del 22 luglio 1960 che riconosceva e garantiva l'integrità territoriale del Congo, Lumumba richiese che le truppe della ONUC fossero immediatamente impiegate contro i regimi secessionisti, mentre il Segretario generale Hammarskjöld si dimostrò restio a far coinvolgere i caschi blu in quella che considerava una questione interna congolese: reparti ONU furono dislocati nelle zone strategiche del Katanga (tra cui la capitale Elisabethville, raggiunta da un contingente svedese il 12 agosto) ma fecero poco per contrastare la secessione della regione, cercando di rimanere estranei ai combattimenti in corso.
     Governo nazionale (Léopoldville)
     Governo rivale (Stanleyville)
     Sud-Kasai
     Katanga

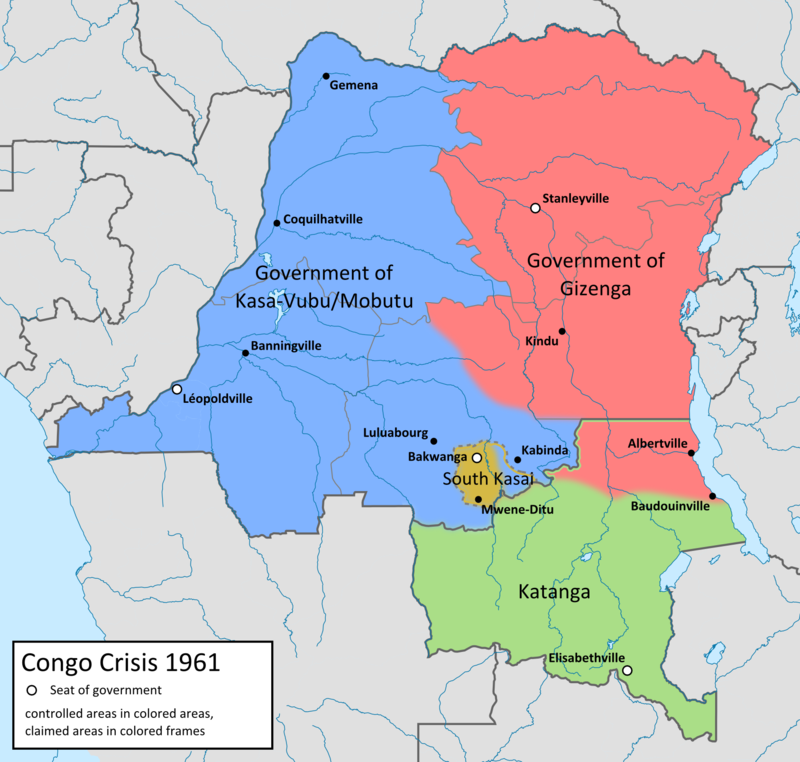
Le provincie del Congo e la situazione politica alla fine del 1960:
Governo nazionale (Léopoldville)
Governo rivale (Stanleyville)
Sud-Kasai
Katanga

Insoddisfatto dall'atteggiamento dei caschi blu, il 17 agosto 1960 Lumumba si rivolse ufficialmente all'Unione Sovietica perché fornisse assistenza militare al Congo, trovando la risposta positiva del governo di Mosca: armi, equipaggiamenti militari di vario tipo (tra cui camion e aerei da trasporto, di vitale importanza per gli spostamenti vista la primitiva rete stradale congolese) e tecnici specialistici sovietici furono forniti allo ANC, il quale fu in grado di organizzare una prima offensiva contro il Sud Kasai riuscendo a occupare la capitale Bakwanga il 27 agosto, mentre un'analoga spedizione in Katanga non ottenne risultati apprezzabili. L'assistenza sovietica al Congo destò preoccupazione nel governo statunitense, preoccupato dal fatto che questo potesse essere il preludio per il passaggio del paese nell'orbita sovietica: la CIA iniziò a elaborare piani per l'assassinio di Lumumba, anche se non sembra che l'amministrazione del presidente Dwight D. Eisenhower li abbia mai approvati.

### Il collasso politico e il governo di Stanleyville
Il 5 settembre 1960, durante un discorso alla radio, il presidente Kasa-Vubu annunciò di aver revocato l'incarico di primo ministro a Lumumba e di aver nominato al suo posto Joseph Iléo, compagno di partito del secondo ma schierato su posizioni più moderate; Lumumba rifiutò tale decisione e a sua volta, durante un discorso alla radio, annunciò la rimozione di Kasa-Vubu dalla carica di presidente della repubblica, mentre il parlamento si dimostrava incapace di trovare una soluzione. Lo stallo politico si risolse solo il 14 settembre seguente, quando il colonnello Mobutu, ormai saldamente al comando dell'esercito nazionale congolese, condusse un colpo di Stato sostanzialmente incruento a Léopoldiville: Mobutu, che dichiarò di prendere il potere solo per un periodo di sei mesi, sciolse il parlamento, sospese la costituzione e "neutralizzò" i due contendenti; Kasa-Vubu fu lasciato in carica sebbene praticamente senza poteri, mentre Lumumba fu posto agli arresti domiciliari sotto la protezione però dei caschi blu. La ONUC chiuse gli aeroporti congolesi e agli specialisti sovietici venne ordinato di lasciare il paese.
Il colpo di Stato di Mobutu provocò la reazione dei fedelissimi di Lumumba: il vice-primo ministro Antoine Gizenga formò subito una Repubblica libera del Congo a Stanleyville, prendendo il controllo delle regioni orientali del paese grazie a reparti ammutinati dello ANC. Il 27 novembre 1960 Lumumba evase dagli arresti domiciliari e cercò di raggiungere Stanleyville, ma il 1º dicembre fu ricatturato a Port-Francqui da militari fedeli a Mobutu; l'ex primo ministro fu riportato a Léopoldville, mentre un tentativo, promosso dai sovietici, di far approvare una risoluzione ONU contro il colpo di Stato e il suo arresto si risolse in nulla. Il 17 gennaio 1961 Lumumba e due ministri del suo governo (Maurice Mpolo e Joseph Okito) furono portati a Elisabethville, capitale del Katanga: picchiati e torturati dai gendarmi katanghesi, i tre furono fucilati quella notte stessa su ordine di Ciombe; la notizia della morte dell'ex primo ministro fu resa pubblica solo tre settimane più tardi, quando la radio katanghese annunciò la sua uccisione durante un tentativo di fuga.
Per la fine del 1960 il Congo era andato incontro a una totale disgregazione territoriale e politica:
- le regioni occidentali facenti capo alla capitale nazionale Léopoldiville si trovavano sotto il controllo delle forze dello ANC di Mobutu, ammontanti a circa 12 000 uomini; il regime di Mobutu poteva contare sul sostegno di Kasa-Vubu e delle potenze del blocco occidentale, con gli Stati Uniti in prima fila;
- le regioni orientali erano sotto il controllo del governo parallelo e pro-Lumumba di Antoine Gizenga, di base a Stanleyville, il quale poteva mettere in campo circa 8 000 miliziani, disertori dello ANC; Gizenga poteva contare sul supporto dell'Unione Sovietica e del blocco orientale, e il suo governo ricevette il riconoscimento dai principali Stati africani indipendenti all'epoca come il Ghana, l'Algeria, l'Egitto e la Tanzania;
- il Katanga a sud era controllato dai secessionisti di Moise Ciombe tranne che per la zona settentrionale abitata dai baluba, insorti contro il regime di Elisabethville con il sostegno dei lumumbisti di Gizenga; la gendarmeria katanghese, ormai una forza militare vera e propria, ammontava a circa 10 000 uomini, guidati e sostenuti da contingenti di mercenari europei (il cui numero, inizialmente stimato in 500 uomini, oscillò poi tra i 200 e i 300[31]) e riforniti dai belgi;
- nonostante la perdita della capitale, Albert Kalonij continuava a controllare parte del Sud Kasai con circa 3 000 miliziani, anche se la sua posizione era debole a causa della mancanza di sostegno estero.

### L'intensificarsi delle ostilità e il ruolo dei mercenari

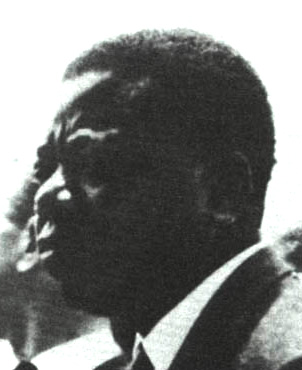
Moise Ciombe, leader indipendentista del Katanga

All'inizio del 1961 intensi combattimenti presero vita nel Katanga: in gennaio truppe lumumbiste del governo di Stanleyville penetrarono nel nord per appoggiare gli insorti del BALUBAKAT, catturando l'importante città di Manono ma venendo efficacemente contrastate dai katanghesi in quella che fu nota come "guerra dei baluba"; le unità della gendarmeria del Katanga, guidata dal colonnello Norber Muke (anche lui ex sergente della Force Publique), dimostrarono una buona efficienza militare anche grazie all'opera dei mercenari europei posti alla loro guida: in questo ruolo si distinsero in particolare il belga Jean Schramme, l'irlandese Mike Hoare e il francese Bob Denard, mentre il colonnello dell'esercito regolare belga Guy Weber fu consigliere personale e braccio destro di Ciombe fino al suo rimpatrio nel giugno del 1961.
L'uccisione di Lumumba, resa pubblica il 12 febbraio 1961, scatenò un movimento di indignazione internazionale e di proteste anti-coloniali, che consentirono all'Unione Sovietica di spingere le Nazioni Unite a un intervento più deciso: il 21 febbraio 1961 il Consiglio di sicurezza approvò la risoluzione 161 con la quale si chiedeva alle forze ONU di prendere tutte le misure necessarie, compreso l'uso della forza, per prevenire il dilagare della guerra civile congolese e per allontanare dal paese tutto il personale militare, paramilitare e mercenario straniero. Fu avviata una serie di conferenze tra i principali leader per cercare di trovare una soluzione allo stallo politico, ma con scarsi effetti: l'incontro di Antananarivo del marzo 1961 fu boicottato dai lumumbisti di Gizenga, mentre al termine di quello di Coquilhatville dell'aprile seguente Ciombe fu arrestato e posto agli arresti domiciliari per ordine di Kasa-Vubu fino a che non si impegnò formalmente a porre fine alla secessione del Katanga, accordo che fu immediatamente sconfessato dopo il ritorno di Ciombe a Elisabethville. Il fatto che Mobutu avesse come promesso restituito il potere all'amministrazione civile e la nomina il 2 agosto 1961 di Cyrille Adoula, un moderato del MNC, alla carica di primo ministro del governo di Léopoldville non ebbero parimenti alcun effetto sulla crisi.

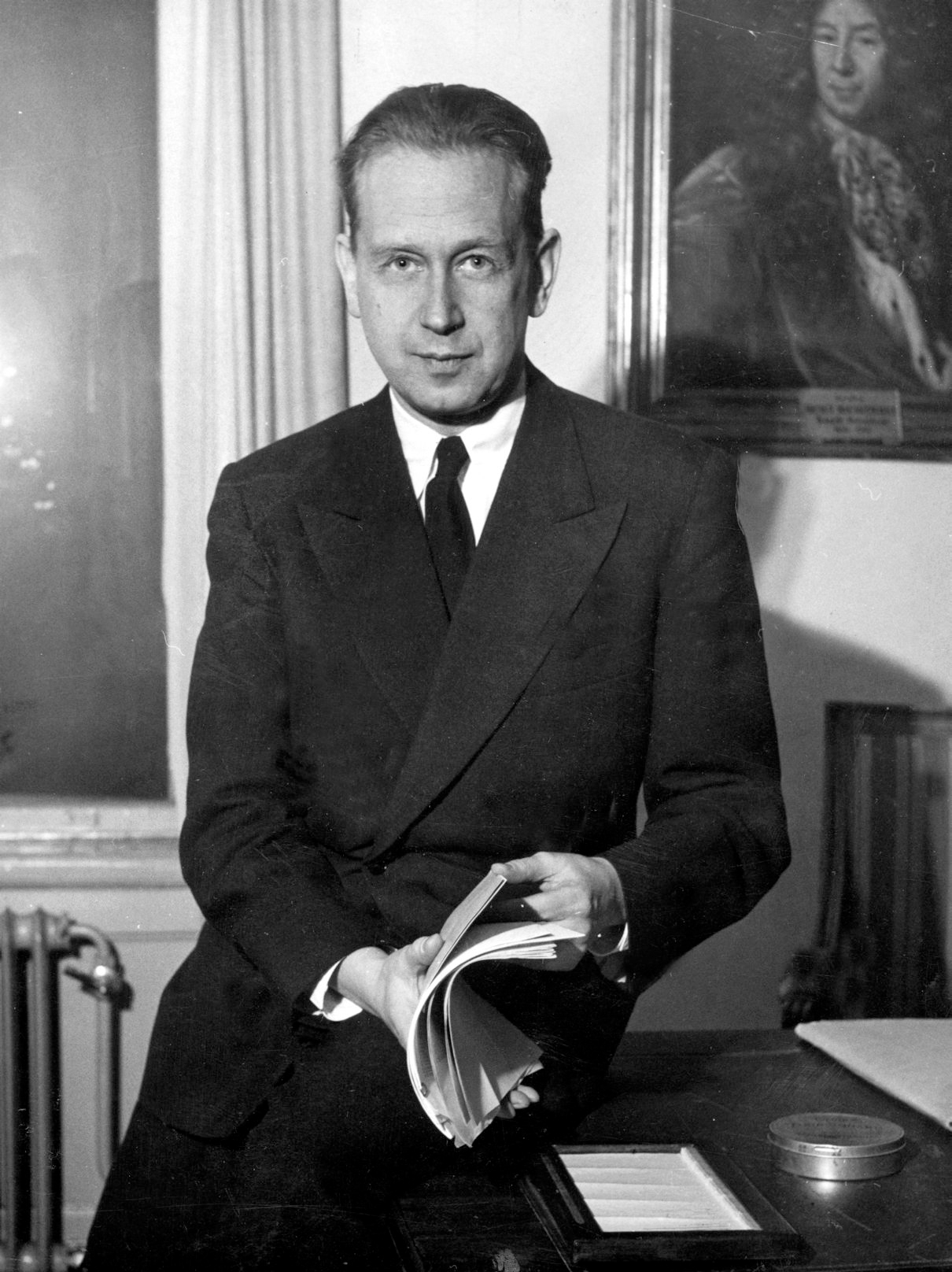
Dag Hammarskjöld, Segretario generale delle Nazioni Unite dal 1953 al 1961, anno in cui morì in un incidente aereo in Africa

Il 7 aprile 1961 mercenari bianchi al soldo del Katanga si scontrarono per la prima volta contro i reparti della ONUC quando un contingente di caschi blu etiopi, dislocati a presidio di un posto di controllo vicino Manono, fu assalito subendo diverse perdite. Per il luglio del 1961 l'organico della ONUC era ormai cresciuto a più di 19 800 uomini e il suo comandante, il generale irlandese Sean MacEoin, decise quindi di passare all'azione: il 28 agosto 1961 le forze ONU lanciarono l'operazione Rumpunch, catturando in lungo e in largo per il Katanga senza alcuno spargimento di sangue circa 400 militari e paramilitari stranieri al servizio dei katanghesi, espellendoli poi dal paese; l'operazione ebbe successo nell'allontanare dal Katanga gli ultimi ufficiali regolari belgi ivi dislocati, ma si dimostrò poco efficace contro i principali leader mercenari, molti dei quali semplicemente rientrarono nel paese via Rhodesia nei giorni seguenti.
Forse sovrastimando l'esito di Rumpunch, il 9 settembre seguente MacEoin, d'accordo con l'inviato di Hammarskjöld in Congo, Conor Cruise O'Brien, ma senza consultarsi con il Consiglio di sicurezza, lanciò la più aggressiva operazione Morthor: le truppe della ONUC occuparono i centri strategici del Katanga e della capitale Elisabethville cercando anche di catturare i principali leader secessionisti katanghesi; benché lo stesso Ciombe fosse riuscito a fuggire rifugiandosi a Ndola, nella Rhodesia Settentrionale (l'odierno Zambia), O'Brien annunciò ufficialmente il 13 settembre che "la secessione del Katanga è finita". Il giorno seguente, tuttavia, le forze katanghesi lanciarono una massiccia controffensiva, cogliendo impreparati i caschi blu: la piccola aviazione militare katanghese, che poteva allineare due vecchi aerei da attacco al suolo Fouga CM-170 Magister, un elicottero e qualche altro velivolo leggero, causò diversi problemi alle forze ONU, prive di qualsiasi copertura aerea; pesanti combattimenti ebbero luogo a Elisabethville, mentre a le truppe del Katanga e alcuni mercenari belgi posero assedio a Jadotville attaccando una compagnia di caschi blu irlandesi fu circondata e assediata dai gendarmi katanghesi arrendendosi poi il 17 settembre a causa della penuria di acqua e munizioni, lasciando 184 prigionieri nelle mani del nemico.
Davanti al peggiorare della situazione Hammarskjöld si recò a Ndola per negoziare un cessate il fuoco con Ciombe, ma nella notte tra il 17 e il 18 settembre l'aereo su cui viaggiava il Segretario generale si schiantò al suolo nelle vicinanze della città, causando la morte di tutti gli occupanti; benché siano state avanzate varie teorie sulle cause dello schianto, compresa quella dell'abbattimento, le commissioni di inchiesta rhodesiane e delle Nazioni Unite non riuscirono a stabilire alcun risultato definitivo. Solo il 21 settembre le due parti riuscirono a negoziare una cessazione delle ostilità: le truppe della ONUC abbandonarono le zone occupate e ritornarono sulle posizioni di partenza, mentre i caschi blu catturati furono infine liberati il 25 ottobre dopo essere stati scambiati con un gruppo di katanghesi prigionieri di guerra del governo centrale.

### La controffensiva governativa e la riconquista del Katanga

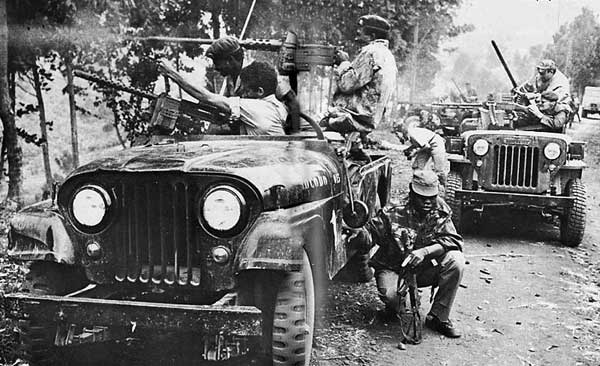
Mercenari bianchi e gendarmi katanghesi impegnati in combattimento

Il 2 novembre 1961 il birmano U Thant fu nominato successore di Hammarskjöld alla carica di Segretario generale; la situazione in Congo continuava a rimanere critica e al di fuori di ogni controllo: il 12 novembre 1961 tredici aviatori italiani della 46ª Brigata aerea "Silvio Angelucci" su due aerei da trasporto in missione per conto dell'ONU furono sequestrati e successivamente trucidati a Kindu da milizie lumumbiste fedeli al governo di Stanleyville, che li avevano scambiati per mercenari europei al soldo dei katanghesi (episodio noto come l'eccidio di Kindu). Il 24 novembre il Consiglio di sicurezza ribadì, con la risoluzione 169, la condanna della secessione del Katanga e l'attribuzione al Segretario generale e alle forze ONU di ogni strumento, anche l'uso della forza, per riportare l'ordine nella regione; le unità della ONUC furono preparate in vista di un nuovo intervento, e una componente aerea per la forza ONU venne assemblata con uno squadrone di quattro caccia Saab 29 Tunnan svedesi, uno di quattro caccia North American F-86 Sabre etiopi e uno di sei bombardieri English Electric Canberra indiani. Prendendo a pretesto la scoperta di un piano di difesa katanghese che prevedeva una serie di attacchi contro le postazioni ONU in caso di nuova invasione, il 5 dicembre 1961 la ONUC lanciò l'operazione Unokat: l'aviazione katanghese fu distrutta al suolo con un attacco aereo a sorpresa all'aeroporto di Kolwezi, mentre una brigata di caschi blu indiani iniziò ad aprirsi la strada verso Elisabethville grazie a un massiccio supporto di artiglieria; pesanti combattimenti ebbero luogo nella capitale katanghese prima che i 5 000 caschi blu potessero prenderne il controllo il 15 dicembre. Il 18 dicembre Ciombe avanzò la proposta di un nuovo cessate il fuoco, poi entrato in vigore il 21 dicembre seguente.

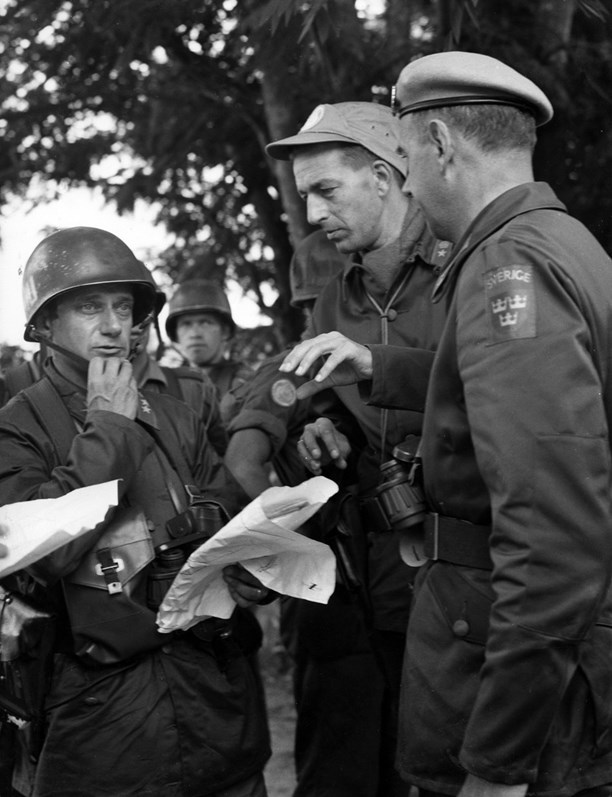
Ufficiali svedesi della ONUC in Katanga nel 1963

Mentre le forze della ONUC erano impegnate in Katanga, il riorganizzato ANC lanciò una serie di offensive per riguadagnare al controllo di Léopoldville il resto del territorio congolese: il 30 dicembre 1961, al termine di una serie di sanguinosi scontri, le forze governative riconquistarono il territorio del Sud Kasai e posero fine al suo tentativo di secessione. Albert Kalonji fu arrestato ma riuscì a fuggire nel settembre del 1962, dedicandosi poi a ricostituire un governo secessionista nel Kasai: questo tentativo naufragò definitivamente nell'ottobre seguente, e Kalonji andò in esilio in Spagna. Contemporaneamente, le truppe dello ANC iniziarono un'offensiva contro le posizioni tenute dal governo di Stanleyville, indebolito dal confronto con il Katanga: il 14 gennaio 1962 i governativi presero la stessa Stanleyville e fecero prigioniero il primo ministro Gizenga, rimasto poi in carcere fino al novembre del 1965 quando fu infine esiliato dal paese; il controllo di Léopoldville sulle regioni orientali rimase però fragile, con ampie aree ancora in preda all'anarchia.
I negoziati tra Ciombe, il governo centrale di Adoula e i rappresentanti delle Nazioni Unite si trascinarono stancamente per quasi un anno, senza troppi risultati: a metà agosto un piano proposto da U Thant, che prevedeva il reintegro del Katanga all'interno del Congo ma con la concessione di ampie autonomie, fu osteggiato da Ciombe che avanzò numerose richieste, portando a un nuovo nulla di fatto; le Nazioni Unite replicarono infliggendo al Katanga una serie di sanzioni economiche, fatto che portò al ritiro di Ciombe dai negoziati il 19 dicembre 1962. Il 24 dicembre seguente truppe della ONUC e gendarmi katanghesi si scontrarono presso un posto di controllo ONU nelle vicinanze di Élisabethville; Ciombe promise di porre un freno agli scontri, ma nei giorni seguenti le scaramucce tra i due contendenti proseguirono. Il 28 dicembre le forze delle Nazioni Unite lanciarono l'operazione Grand Slam: un massiccio contingente di caschi blu puntò su Elisabethville, catturandola il 29 dicembre dopo aver messo in fuga i gendarmi katanghesi, per poi proseguire il giorno successivo con l'occupazione di Kamina e Kipushi. Un accordo per una tregua fu raggiunto il 1º gennaio 1963, ma due giorni dopo truppe indiane della ONUC, ignorando gli ordini che arrivavano da New York, forzarono il passaggio del fiume Lufira e catturarono Jadotville, mettendo in rotta i gendarmi katanghesi.
L'11 gennaio i reparti ONU occuparono Sakania, vicino alla frontiera con la Rhodesia, seguita il 13 gennaio da Shinkolobwe, importantissima per i suoi estesi giacimenti di uranio, e infine il 21 gennaio da Kolwezi, l'ultima posizione di rilievo tenuta dai katanghesi; parecchie migliaia di gendarmi katanghesi, guidati dai mercenari Denard e Schramme, trovarono rifugio oltre il confine con l'Angola, dove le locali autorità coloniali portoghesi fornirono loro ospitalità, mentre Ciombe si recò in esilio prima in Rhodesia e poi in Spagna. Il 6 febbraio, con la resa del colonnello Norber Muke, la secessione del Katanga poté dirsi terminata e la provincia tornò sotto l'amministrazione del governo di Léopoldville; il grosso dei reparti della ONUC iniziarono a rimpatriare entro la fine del 1963, anche se su richiesta delle autorità congolesi alcune unità si trattennero nel paese fino al 30 giugno 1964, quando la missione ebbe ufficialmente termine.

### La rivolta dei Simba

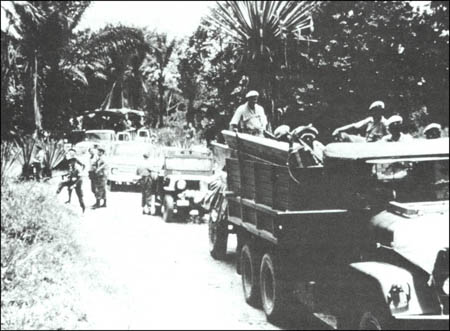
Una colonna di truppe governative in marcia verso Stanleyville

La riconquista del Katanga non comportò la fine del lungo periodo di crisi in cui versava il Congo: la profonda disparità economica tra le élite al potere e la massa della popolazione, le diffuse inefficienze e la corruzione degli organi governativi e gli abusi perpetrati dai reparti dello ANC generarono un clima di ribellione contro il regime di Léopoldivile, soprattutto nelle regioni orientali del paese. La situazione si aggravò nel settembre del 1963, quando Kasa-Vubu decise di sciogliere il parlamento, praticamente bloccato dalle divisioni tra i sostenitori del lumumbismo e quelli del presidente, indebolendo ancora di più la posizione del governo di Cyrille Adoula; in conseguenza di ciò, l'opposizione al governo centrale cercò una via extraparlamentare per portare avanti le sue idee e diversi deputati del MNC fedeli alle idee di Lumumba si trasferirono a Brazzaville, capitale della vicina Repubblica del Congo, dove stabilirono un "Conseil National de Libération" (CNL) sotto la protezione del governo di stampo marxista-leninista di Alphonse Massamba-Débat.
Nel luglio del 1963 Pierre Mulele, un ex ministro del governo di Lumumba e membro del PSA di Gizenga, rientrò in Congo dopo un lungo viaggio nei paesi del blocco comunista e in Cina, dove aveva ricevuto un addestramento alla conduzione della guerriglia: Mulele si pose a capo di un movimento di ribellione nel distretto di Kwilu, nell'ovest del paese, abitato prevalentemente da genti del suo gruppo etnico d'origine (i Mbunda) e di Gizenga (i Pende), entrambe soggette a repressioni e abusi da parte del governo di Léopoldville. All'iniziale connotazione di stampo maoista Mulele affiancò una più propriamente tribale e tradizionalista, dando un'impronta violentemente "decolonizzante" e anti-europea alla ribellione, ribattezzata poi "rivolta dei Simba" (la parola swahili per "leone"); se la guida della rivolta fu assunta da uomini politici, la massa dei ribelli simba fu rappresentata da popolazioni tribali congolesi fedeli ai riti tradizionali locali: l'abbondante ricorso allo sciamanesimo e a riti religiosi di tipo animistico conferì ai rivoltosi un coraggio fanatico e un altissimo spirito di corpo, mentre all'opposto causò un grave danno al morale dei reparti dello ANC.
Nel gennaio del 1964 la rivolta esplose nel distretto di Kwilu con assalti ai presidi dello ANC, alle strutture governative e anche a ogni simbolo della presenza europea nella regione, comprese scuole e missioni; la reazione delle truppe dello ANC fu immediata e per l'aprile seguente una parvenza di ordine era stata ristabilita, anche se la rivolta di Kwilu non poté dirsi domata fino al dicembre del 1965. Le idee di Mulele e del movimento dei simba trovarono terreno fertile nelle regioni orientali, le più violentemente anti-europee del paese: cogliendo l'opportunità, due importanti leader del CNL, Gaston Soumialot e Christophe Gbenye, si recarono nel Burundi dove stabilirono, con l'appoggio delle autorità locali e delle tribù Tutsi residenti sui due lati della frontiera, una base da cui alimentare la rivolta nella confinante provincia congolese di Kivu: il 15 maggio 1964 la rivolta esplose anche nell'est quando i guerriglieri di Soumilaot presero la città di Uvira, al confine burundese, seguita pochi giorni dopo da gran parte del distretto di Fizi dopo che due battaglioni dello ANC si ritirarono colti dal panico per effetto dei rituali religiosi dei simba; queste conquiste furono seguite da numerosi arresti ed esecuzioni sommarie, spesso con notevole crudeltà, di funzionari governativi, leader politici e in generale di qualsiasi congolese fedele ai valori occidentali.

### Il governo Ciombe
Il carattere, almeno iniziale, di stampo maoista della rivolta dei simba attirò l'attenzione della Cina, che prese a fornire ai ribelli armi e ufficiali addestratori; la rivolta trovò anche il favore del governo cubano di Fidel Castro: nell'aprile del 1965 un contingente di dodici cubani, poi seguito da un centinaio di afro-cubani, si recò in Congo sotto la guida di Che Guevara per prendere parte alla rivolta, ma la missione non produsse grandi effetti e si concluse nel dicembre seguente. L'appoggio cinese prima e cubano poi portò di conseguenza all'incremento del sostegno degli Stati Uniti al governo centrale di Léopoldiville: armi ed equipaggiamenti statunitensi presero a pervenire ai reparti dello ANC, mentre specialisti della CIA si dedicarono a formare un'aviazione militare congolese (Force Aérienne du Congo o FAC) sia attraverso la fornitura di velivoli che di piloti addestrati (tra cui un nutrito contingente di esuli cubani anti-castristi sopravvissuti alla fallimentare incursione della Baia dei porci dell'aprile 1961).
     Repubblica Democratica del Congo
     Repubblica popolare del Congo
     Ribelli di Mulele

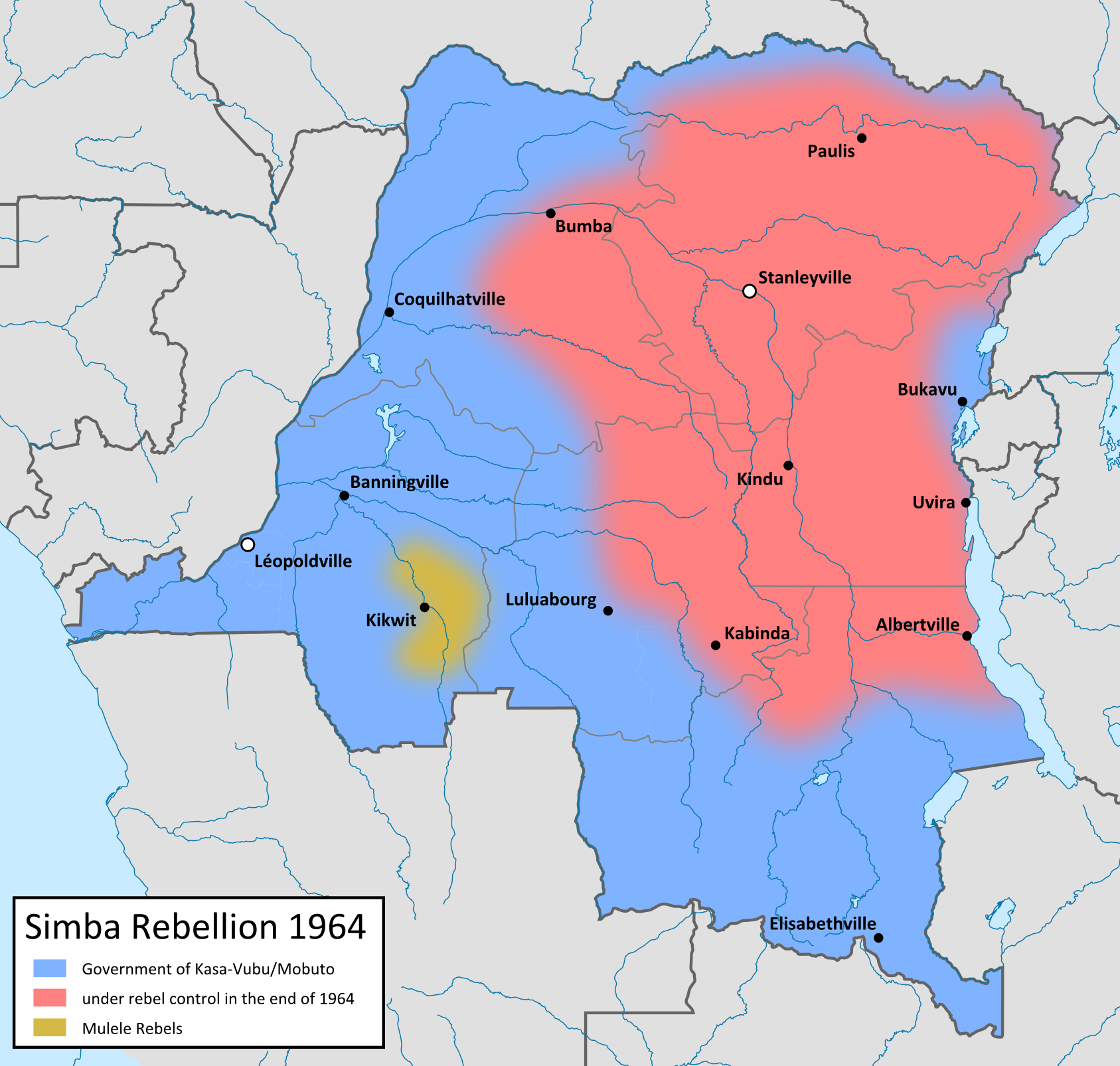
Il Congo nel 1964:
Repubblica Democratica del Congo
Repubblica popolare del Congo
Ribelli di Mulele

La debolezza del governo di Adoula spinse Stati Uniti e Belgio a fare pressione su Kasa-Vubu perché la leadership fosse affidata ad una figura dotata di maggior prestigio: all'inizio del luglio del 1964, poco dopo essere rientrato in Congo dal suo esilio spagnolo, Moise Ciombe fu posto a capo di un esecutivo "di unità nazionale" con tutti i partiti ostili ai lumumbisti. Tra le prime mosse del nuovo capo di governo vi fu il richiamo dall'Angola degli ex membri della gendarmeria katanghese, subito integrati nello ANC, e l'ingaggio di nuovi contingenti di mercenari europei: un'unità di mercenari di lingua inglese ("Commando 5"), sotto il comando dell'irlandese Mike Hoare e del rhodesiano Alastair Wicks, si affermò bel presto come unità di punta delle forze dello ANC, mentre un'unità analoga con mercenari di lingua francese ("Commando 6") fu formata sotto il colonnello belga Lamouline, poi sostituito da Bob Denard, più avanti nel corso del conflitto. Il governo di Ciombe favorì anche il ritorno di ufficiali regolari belgi nei ranghi dello ANC: il colonnello Frederic Vanderwalle assunse il comando della 5ª Brigata meccanizzata congolese, unità scelta dello ANC, e giocò un ruolo di primo piano nella pianificazione della riconquista del territorio controllato dai ribelli, mentre svariati altri ufficiali belgi furono inseriti nella catena di comando delle forze governative.
Mentre Ciombe era intento a riorganizzare le sue forze, la rivolta si propagò con estrema rapidità favorita dallo stato di caos e dal vuoto di potere nelle regioni orientali: Baudoinville, nel nord del Katanga, cadde in mano ai simba il 19 luglio 1964, seguita da Kindu e Uvira entro la fine del mese, mentre i ribelli subirono una battuta d'arresto davanti Bukavu, difesa con successo da un'unità dello ANC sotto il comando del colonnello Léonard Mulamba. Se nelle prime fasi della rivolta la massa dei guerrieri simba era dotata solo di armi improvvisate, gli armamenti catturati ai reparti dello ANC sconfitti e quelli pervenuti dagli alleati cinesi rendevano ora i ribelli una forza molto più temibile: il 5 agosto i simba espugnarono Stanleyville e, mentre Gaston Soumialot proclamava la nascita dell'Armée Nationale de Libération (ANL) con sé stesso come comandante, altri contingenti si infiltrarono lungo il corso superiore del fiume Congo andando a catturare Lisala e Coquilhatville, nel nord-ovest. Il 5 settembre 1964 il CNL proclamò a Stanleyville la nascita della "Repubblica popolare del Congo" con Christophe Gbenye come presidente, estesa su quasi metà del paese: il suo governo ottenne quasi subito il riconoscimento ufficiale di un gran numero di nazioni africane come Algeria, Egitto e Tanzania.

### La sconfitta dei ribelli

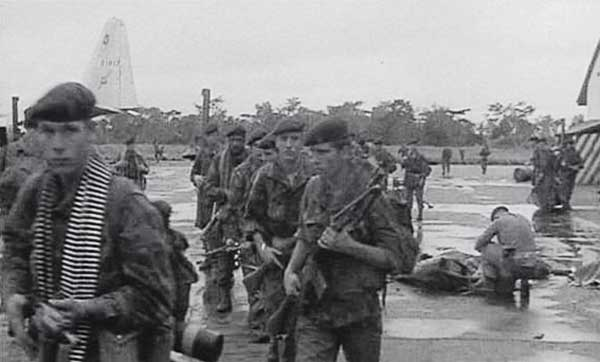
Soldati belgi all'aeroporto di Stanleyville durante l'operazione Dragon Rouge

A dispetto dei molti successi sul campo di battaglia e del riconoscimento internazionale, il governo alternativo di Stanleyville fallì totalmente nel proporsi come autorità alternativa a quella di Léopoldville: spazzato via il già debole sistema amministrativo preesistente, Gbenye non fu in grado di ricostruirne uno adeguato poiché corruzione, inefficienza amministrativa e rivalità etniche tra le varie tribù che avevano aderito alla rivolta provocarono malcontento e un rapido declino di popolarità del movimento dei Simba; la stessa leadership del CNL si spaccò al suo interno tra dispute personali e contrasti sul miglior modo di portare avanti la rivolta.

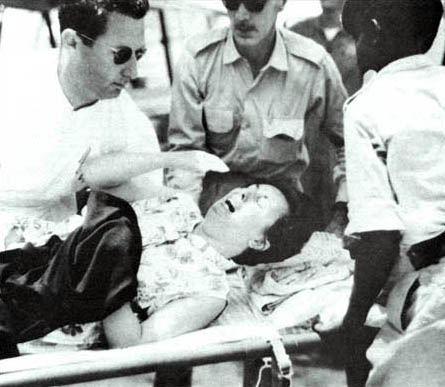
Civili europei sono evacuati da Stanleyville al termine dell'operazione di soccorso belga-statunitense

Il momento di crisi del movimento dei simba giunse proprio mentre le riorganizzate forze dell'esercito congolese davano inizio alla riconquista delle regioni orientali: con alla testa i mercenari del Commando 5 e sostenuti da uno schiacciante supporto aereo, i governativi ripresero Lisala e Coquilhatville il 15 settembre 1964 e Boende il 24 ottobre seguente, allontanando la minaccia dei ribelli dalle regioni occidentali; la controffensiva si spinse verso est, e il 6 novembre anche Kindu fu riconquistata. Vanderwalle trasferì per via aerea una notevole forza a Bukavu, e a metà novembre iniziò la sua marcia verso Stanleyville; preso dal panico, il governo rivoluzionario ordinò di arrestare tutti gli europei ancora presenti nel Congo orientale (principalmente missionari e belgi ivi residenti) e di trattenerli come ostaggi nella sua capitale.
Per tutta risposta i governi occidentali si fecero promotori di un nuovo intervento militare in Congo: il 24 novembre 1964, 350 paracadutisti belgi della "Brigata Para-Commando" al comando del colonnello Charles Laurent, trasportati da aerei della 322d Airlift Division statunitense, si lanciarono sull'aeroporto di Stanleyville (operazione Dragon Rouge), mentre un'analoga missione (operazione Dragon Noir) aveva luogo a Paulis, più a nord; quando infine la colonna terrestre di Vanderwalle, ritardata da numerose imboscate dei simba, raggiunse Stanleyville il 25 novembre, trovò la città già in mano alle forze belghe e gran parte degli ostaggi liberati.
La missione ebbe successo nel salvare circa 2 000 ostaggi stranieri presi dai Simba, ma scatenò violente polemiche: 22 nazioni arabe e africane si fecero promotrici a partire dal 9 dicembre 1964 di una mozione di condanna davanti al Consiglio di sicurezza delle Nazioni Unite, accusando Belgio e Stati Uniti di aver portato avanti un'azione di stampo neo-colonialista e contraria al diritto internazionale; il dibattito, molto acceso, durò fino al 30 dicembre, anche se la risoluzione finale (la numero 199) non contenne particolari misure se non un generico appello al ritiro dei mercenari stranieri dal Congo.
La caduta di Stanleyville in mano ai governativi rappresentò comunque il colpo di grazia alla rivolta: dalla città colonne motorizzate di truppe dell'esercito congolese si sparsero per tutte le provincie orientali, riuscendo infine a chiudere entro la fine dell'anno lo strategico confine con il Sudan, principale via di rifornimento dei ribelli; combattimenti anche molto aspri e una guerriglia endemica perdurarono ancora per diversi mesi, in particolare nella regione di Fizi, lungo il lago Tanganika, ma per l'ottobre del 1965 la rivolta dei Simba poté dirsi domata. Gbenye e Soumialot andarono in esilio a Il Cairo, mentre Mulele trovò rifugio a Brazzaville: quest'ultimo rientrò in patria nell'ottobre del 1968 dietro promessa di una amnistia, ma fu immediatamente arrestato, processato sommariamente e infine pubblicamente giustiziato, fatto che provocò la rottura delle relazioni diplomatiche con la Repubblica del Congo.

## Le conseguenze

### Il colpo di Stato di Mobutu

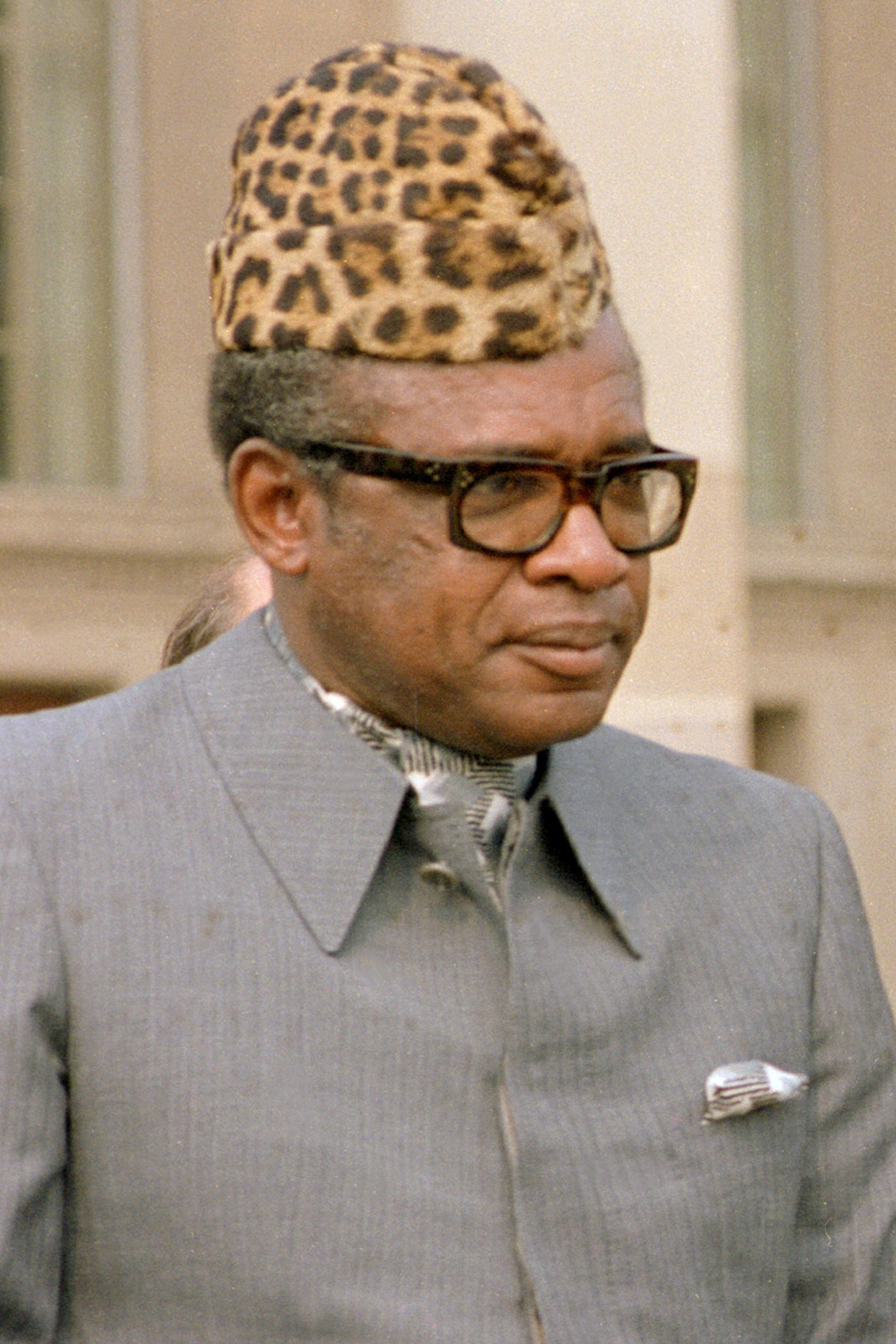
Mobutu Sese Seko, presidente-dittatore dello Zaire dal 1965 al 1997

Tra il 18 marzo e il 30 aprile 1965 il Congo sostenne le sue seconde elezioni generali per la nomina dei 167 rappresentati dell'assemblea generale: problemi vari e accuse di brogli portarono la corte d'appello nazionale a disporre l'annullamento e la ripetizione delle elezioni in sei distretti elettorali (tutti nelle regioni orientali), ripetizione che si svolse tra l'8 e il 22 agosto seguenti con solo poche differenze nei risultati rispetto alla precedente tornata. A dispetto di quelle del 1960, in queste elezioni si assistette a un tentativo di riunire i frammentati partiti congolesi in grandi coalizioni, e la Convention Nationale Congolaise (CONACO, formata da 49 partiti riuniti attorno alla vecchia CONAKAT di Ciombe) guidata dal primo ministro Moise Ciombe si assicurò la maggioranza con 122 seggi; all'atto di insediamento del nuovo parlamento nell'ottobre seguente, tuttavia, diversi partiti del CONACO si sfilarono dall'alleanza e formarono un nuovo gruppo (Front Démocratique Congolais, FDC) sotto l'ex ministro degli Interni del governo di Ciombe, Victor Nendaka, che si assicurò la maggioranza al Senato. Preoccupato per la crescita di popolarità di Ciombe, suo possibile avversario per le imminenti elezioni presidenziali, Joseph Kasa-Vubu conferì l'incarico di primo ministro a un esponente del FDC, Evariste Kimba; Kimba si presentò alle camere riunite il 14 novembre 1965 per ricevere il voto di fiducia ma, con il CONACO di Ciombe ancora in maggioranza nell'Assemblea nazionale, andò incontro ad una bocciatura: Kasa-Vubu, tuttavia, invece di designare un altro candidato rifiutò il voto del parlamento e si limitò a riconfermare l'incarico a Kimba.
Davanti allo stallo politico, il 25 novembre 1965 il generale Mobutu condusse un nuovo colpo di Stato incruento a Léopoldville; imponendo uno stato di emergenza, Mobutu obbligò sia Joseph Kasa-Vubu che Moise Ciombe a lasciare il potere: il primo fu posto agli arresti domiciliari nella sua casa di Boma, mentre il secondo lasciò nuovamente il paese alla volta della Spagna.
Intanto i reparti di mercenari europei al servizio della Repubblica Democratica del Congo si ammutinarono contro il governo del generale Mobutu Sese Seko, da poco insediatosi alla guida del paese dopo il colpo di Stato, insieme ad altri reparti di soldati congolesi, composti in maggioranza da membri delle ex forze armate dello stato secessionista del Katanga.

### La rivolta dei mercenari
La presa del potere da parte di Mobutu non fu senza opposizione: il 23 luglio 1966 un reggimento dello ANC composto da ex gendarmi katanghesi si ammutinò a Stanleyville sotto la guida di un capitano belga, Wauthier: gli ammutinati si impossessarono di parte della città ma fallirono nel convincere le unità di mercenari europei ivi presenti (in particolare il Commando 6 di Denard) a unirsi alla rivolta. Dopo confusi negoziati i mercenari europei scelsero di rimanere fedeli al governo di Léopoldville, Wauthier fu ucciso e la rivolta domata nel giro di pochi giorni; Ciombe, incolpato del tentativo di golpe, fu condannato in contumacia alla pena di morte.
Il ruolo ambiguo tenuto dai mercenari, oltre che il desiderio di migliorare la sua immagine presso i governi africani, spinse Mobutu a progettare lo scioglimento dei reparti formati da stranieri; il 30 giugno 1967 l'aereo su cui Ciombe stava viaggiando fu dirottato e costretto ad atterrare ad Algeri, dove l'ex primo ministro fu posto agli arresti,
Per tutta risposta il 5 luglio seguente le principali unità di mercenari stranieri e i rimanenti reparti di ex gendarmi katanghesi si ammutinarono sotto la guida di Schramme e Denard. 
I ribelli si impossessarono di diverse città nelle regioni orientali, tra cui Stanleyville e Bukavu, ma con Ciombe agli arresti il movimento era privo di una credibile guida politica e fu ben presto sconfitto dalla controffensiva dei mobutisti: il 5 novembre 1967 Schramme e i resti delle sue truppe si ritirarono in Burundi, mentre un tentativo di Denard di sobillare la rivolta in Katanga si concluse senza troppi risultati entro il 7 novembre seguente. Agli europei sopravvissuti fu concesso di rientrare nei paesi di origine mentre i katanghesi furono rimpatriati e quasi tutti giustiziati nei mesi seguenti.

### Lo Zaire e la nuova costituzione
Mobutu ben presto instaurò un regime dittatoriale sul paese, e il suo Movimento Popolare della Rivoluzione, fondato nell'aprile del 1967, divenne l'unico partito legale; in ossequio alla politica della Authenticité, tendente a cancellare ogni traccia del passato coloniale della nazione, il paese fu rinominato "Zaire" e diverse città cambiarono toponimo. La nuova costituzione, approvata nel giugno del 1967, conferì a Mobutu la carica di capo di stato e di governo, il comando delle forze armate e della polizia, notevoli funzioni legislative, le principali funzioni di politica estera e la possibilità di nominare e rimuovere dal loro incarico i governatori delle province e i giudici anche delle supreme magistrature. Lo Zaire di Mobutu divenne un esempio di "cleptocrazia": le ricche risorse naturali del paese e i cospicui aiuti internazionali servirono in gran parte ad accrescere le finanze personali del presidente-dittatore e dei suoi accoliti, mentre il grosso della popolazione visse in uno stato di miseria e di corruzione dilagante. Intanto Ciombe morì ad Algeri il 29 giugno 1969, e sebbene le autorità abbiano affermato trattarsi di un decesso per cause naturali forti sono i sospetti di un suo assassinio.
Nella seconda metà degli anni '70 il sud del Paese fu attraversato da due conflitti denominati guerra dello Shaba, con il secondo che vide anche l'intervento francese e belga.
Mobutu continuò a governare lo Zaire con metodi dittatoriali fino al maggio del 1997, quando dovette lasciare il paese a seguito della sconfitta contro i ribelli della "Alliance des Forces Démocratiques pour la Libération du Congo-Zaïre" di Laurent-Désiré Kabila al termine della cosiddetta "prima guerra del Congo".